# Виндир
„Виндир“ (на норвежкия диалект согнамол: Windir – „Воин“) е бивша фолк блек метъл група от община Согндал, Норвегия.
Бандата комбинира блек метъл с норвежка фолклорна музика и митология. Създадена е през 1994 г., издава първия си албум през 1997 г. „Виндир“ е проект на вокалиста и свирещ на много музикални инструменти Тере (Валфар) Бакен.
Групата съществува 10 години и издава 4 албума, всеки от които по-сложен и по-успешен от предния. Тя се разпада след смъртта на Валфар от хипотермия, сред хълмовете на Согндал на 14 януари 2004 г. Много от текстовете на песните са написани на местния диалект согнамол.

## Дискография
Студио албуми
- 1997 – „Sóknardalr“
- 1999 – Arntor
- 2001 – „1184“
- 2003 – Likferd
- 2004 – Valfar, ein Windir

Демо
- 1994 – Sogneriket
- 1995 – Det Gamle Riket

Видео
- 2005 – SognaMetal (DVD)